# Tanya Dimitrova
Tanya Georgieva Dimitrova (em búlgaro:  Таня Димитрова; Pernik, 15 de março de 1957) é uma ex-jogadora de voleibol da Bulgária que competiu nos Jogos Olímpicos de 1980.
Em 1980, ela fez parte da equipe búlgara que conquistou a medalha de bronze no torneio olímpico, no qual atuou em três partidas.